# Turkooisijsvogel
De turkooisijsvogel (Alcedo coerulescens) is een vogel uit de familie ijsvogels (Alcedinidae).

## Verspreiding en leefgebied
Deze soort komt voor van Sumatra tot de Kleine Soenda-eilanden.

## Status
De grootte van de populatie is niet gekwantificeerd maar de soort wordt omschreven als wijdverspreid en algemeen voorkomend. Op de Rode lijst van de IUCN heeft deze soort de status niet bedreigd.